# Жозе Антоніу Коррея да Камара
Жозе Антоніу Коррея да Камара, віконт Пелотас (порт. José Antônio Correia da Câmara, o Visconde de Pelotas, 17 лютого 1824 — 18 серпня 1893) — бразильський військовик та політик, герой Війни Потрійного Альянсу, губернатор Ріу-Гранді-ду-Сул.
Син генерала Жозе Іполіту ді Ліма та Марії Бенедіти Коррея да Камара, племінник першого віконта Пелотас. Одружиася в 1851 зі своєю кузиною Марією Ритою Фернандіс Піньєйру (1829 — 1914), дочкою віконта Сан-Леопольду. Батько трьох дітей.
Прославився під час Війни Потрійного Альянсу. Саме він командував бразильськими військами під час останньої битви війни — битви у Серро-Кора, у якій загинув парагвайський диктатор Франсиско Солано Лопес.
Після війни занимав посаду військового міністра та був сенатором Бразилії від Ліберальної партії між 1880 та 1889 роками. Став першим губернатором штату Ріу-Гранді-ду-Сул після проголошення Бразильської республіки в 1889 році.

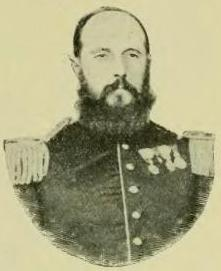
Жозе Антоніу Коррея да Камара, віконт Пелотас.